# Morgoth gyűrűje
A Morgoth gyűrűje (Morgoth's Ring) J. R. R. Tolkien angol író és nyelvész munkái alapján fia, Christopher R. Tolkien által kiadott könyv, mely 1993-ban jelent meg a Középfölde históriája sorozat tizedik köteteként. Magyar kiadása előkészületben van.

## Tartalom
Ez a kötet, akárcsak a vele párhuzamosan készült "Az Ékkőháború", részletes kommentárokat és jegyzeteket tartalmaz arra nézve, hogyan alakult ki a végső változata a tolkieni mitológia középpontját alkotó "A szilmarilok"-nak. Felbukkan benne néhány karakter, akiket máshol nem szerepeltet az író, mint Findis és Irimë, Finwë lányai.
A kötet címe az író egy korábbi írásából jön. Ebben leírta, hogy amint Sauron a saját hatalmát kovácsolta bele az Egy Gyűrűbe, Morgoth a saját erejét magába Arda anyagába árasztotta, azaz Középfölde egésze nem más, mint Morgoth gyűrűje. A könyv az alábbiakat tartalmazza:
- "A szilmarilok" 1951 körüli drasztikus átalakításai és pontosításai.
- Aman esztendőinek számlálása – részletes kronológia a világ teremtésétől az Első Kor végéig, a valák esztendőszámlálásának magyarázatával. Ez a rész a Gyűrűk Ura után készült el 1958-ban, és háromféle kéziratban is fennmaradt, mindhárom mellett különféle, akár eltérő széljegyzetekkel és magyarázatokkal.
- Törvények és szokások az eldák között – néhány kisebb írás az eldákról, többek között a tündék párválasztási és névadási szokásairól, és itt olvasható Tolkien koncepciója a Fëa és hröa körében (test és lélek).
- Athrabeth Finrod ah Andreth – Finrod Felagund tündekirály és egy Andreth névre hallgató halandó nő beszélgetése a halálról és a halhatatlanságról, a tündék és az emberek eltérő bánatáról, és a feltámadásról.
- Adanel története – a tolkieni változata az eredendő bűn történetének, melyet szintén Andreth mesél Finrodnak az emberek múltjából.
- Az átalakult mítosz – néhány töredékes írás Morgothról, Sauronról és az orkok eredetéről. Ezeket később sokszor idézték, ugyanis a tolkieni legendárium értelmezéséhez, az író nézőpontjához kapcsolódóan tartalmaznak fontos adalékokat.

## Fordítás
- Ez a szócikk részben vagy egészben  a   Morgoth's Ring című angol Wikipédia-szócikk ezen változatának fordításán alapul.  Az eredeti cikk szerkesztőit annak laptörténete sorolja fel. Ez a jelzés csupán a megfogalmazás eredetét és a szerzői jogokat jelzi, nem szolgál a cikkben szereplő információk forrásmegjelöléseként.